# Шулико, Георгий Викентьевич
Георгий Викентьевич Шулико — советский хозяйственный, государственный и политический деятель.

## Биография
Родился в 1936 году в Днепропетровске. Член КПСС.
С 1960 года — на хозяйственной, общественной и политической работе. В 1960—1996 гг. — мастер, технолог, начальник цеха Алма-Атинского завода «XХ лет Октября», начальник отдела КБ, главный технолог, секретарь парткома Алма-Атинского электротехнического завода, секретарь Октябрьского райкома партии, первый секретарь Ленинского райкома партии города Алма-Ата, первый заместитель председателя Алма-Атинского горисполкома, второй секретарь Алма-Атинского горкома партии, второй секретарь Алма-Атинского обкома партии, первый секретарь Алма-Атинского горкома партии, директор Алма-Атинского станкостроительного завода, заместитель начальника управления «Дорводзеленстрой» города Алма-Ата, президент ТОО «Агропромтранссервис». президент ПФГ «Номады», председатель наблюдательного совета АКБ «Номадбанк».
Избирался депутатом Верховного Совета Казахской ССР 10-11-го созывов. Делегат XXVII съезда КПСС.
Живёт в Краснодаре.